# بنات العساس (مسلسل)
بنات العساس هو مسلسل مغربي من إخراج إدريس الروخ و إنتاج قناة الأولى سنة 2021، وبطولة كل من منى فتو، دنيا بوطازوت، عزيز حطاب، سعاد خويي، محسن مالزي، ساندية تاج الدين، منصور بدري.

## قصة المسلسل
تواجه عائشة وحنان الشارع بسبب والدهما المدمن على القمار والكحول والذي ضحّى بالغالي والنفيس وباع كل شيء للاستمرار في إدمانه، حتى تقابلا سيدة ثرية توافق على عمل والدتهما لديها، ولكن تأتي الرياح دائما بما لا تشتهي السفن.

## طاقم العمل

#### تمثيل[2]
- منى فتو
- دنيا بوطازوت
- عزيز حطاب
- سعاد خويي
- محسن مالزي
- ساندية تاج الدين
- منصور بدري
- محسن مالزي
- كوثر تيسية
- عبدالرحيم التميمي
- عبد القادر عيزون
- هاجر مصدوقي
- فاطمة حركات
- سارة فارس
- أمنية الشفشاوني

#### تأليف[2]
- بشرى مالك
- ابراهيم علي بوبكدي

#### إخراج
ادريس الروخ 

## الجوائز
- الجائزة الكبرى لمهرجان مكناس للدراما التلفزية في دورته العاشرة
- أفضل مسلسل في المغرب العربي، حسب تصنيف موقع إي تي بالعربي،
- تم تكريمه من قبل مجلة سلطانة المغربية [3]

## الشهرة
حقق المسلسل نسب مشاهادات عالية وصلت إلى أكثر من ثمانية ملايين مشاهد، أي بنسبة أكثر من 52% من مجموع مشاهدات القناة المغربية الأولى في رمضان.

## وصلات خارجية
- بنات العساس على موقع قاعدة بيانات الأفلام العربية